# Paul Fenech
Paul Fenech (Naxxar, 20 dicembre 1986) è un calciatore maltese, centrocampista dello Swieqi Utd.

## Carriera

### Club
Esordisce nel 2004 con il Msida Saint-Joseph , club dove militerà fino al 2007 , collezionando 60 presenze e mettendo a segno 4 reti. L'anno stesso passa al Birkirkara ,club dove milita tuttora , con all'attivo oltre 242 presenze e 22 gol segnati.

### Nazionale
Nel 2009 entra nel giro della nazionale maggiore , e l'anno stesso ottiene la prima convocazione per le qualificazioni ai mondiali di Sudafrica 2010.
Nel 2019 conta 28 presenze e 3 gol messi a segno.

## Palmarès

### Club

#### Competizioni nazionali
- Campionato maltese: 2

Birkirkara: 2009-2010, 2012-2013
- Coppa di Malta: 2

Birkirkara: 2007-2008, 2014-2015
- Supercoppa di Malta: 2

Birkirkara: 2013, 2014

### Individuale
- Calciatore maltese dell'anno: 1

2012-2013